# Audyt energetyczny przedsiębiorstwa
Audyt energetyczny przedsiębiorstwa – procedura przeglądu i oceny stanu gospodarki energetycznej przedsiębiorstwa wraz ze wskazaniem możliwych do zrealizowania przedsięwzięć służących poprawie efektywności energetycznej i oceną potencjalnych oszczędnościach energii. Dla określonych w przepisach przedsiębiorstw przeprowadzenie audytu jest obowiązkowe.

## Podstawy prawne
Obowiązek przeprowadzenia audytów energetycznych przedsiębiorstw wprowadzono w Ustawie o efektywności energetycznej, w rozdziale „Zasady przeprowadzania audytu energetycznego przedsiębiorstwa”. Przepisy zawarte w tej ustawie stanowią realizację ustaleń przyjętych w dyrektywie Unii Europejskiej nr 2012/27/UE.
Według przepisów ustawy przedsiębiorca z wyjątkiem mikroprzedsiębiorcy, małego lub średniego przedsiębiorcy, przeprowadza co 4 lata audyt energetyczny przedsiębiorstwa lub zleca jego przeprowadzenie.
Według wskazań Urzędu Regulacji Energetyki obowiązek ten dotyczy przedsiębiorstwa, które, w co najmniej jednym z dwóch ostatnich lat obrotowych zatrudniało średniorocznie co najmniej 250 pracowników, lub osiągało obrót przekraczający równowartość 50 mln euro oraz sumy aktywów jego bilansu jednego z tych lat przekroczyły równowartość 43 mln euro. Obowiązek przeprowadzenia audytu nie dotyczy przedsiębiorstwa posiadającego system zarządzania energią lub system zarządzania środowiskowego jeżeli w ramach tych systemów przeprowadzono audyt energetyczny przedsiębiorstwa.
Przeprowadzenie audytu ma na celu uświadomienie przedsiębiorcy, jakie ma możliwe do wykorzystania środki oszczędzenia energii i zmniejszenia kosztów. Nie oznacza to obowiązku podjęcia przedsięwzięć, które pozwolą na praktyczne uzyskanie tych oszczędności.

## Wykonawca audytu
W ustawie określone, że audyt jest przeprowadzany przez podmiot niezależny od audytowanego przedsiębiorcy, posiadający wiedzę oraz doświadczenie zawodowe w przeprowadzaniu tego rodzaju audytu, lub eksperta audytowanego przedsiębiorcy, jeżeli nie jest on bezpośrednio zaangażowany w audytowaną działalność tego przedsiębiorcy.

## Zawartość audytu
W ustawie określono, że audyt energetyczny przedsiębiorstwa jest procedurą mającą na celu przeprowadzenie szczegółowych obliczeń dotyczących proponowanych przedsięwzięć służących poprawie efektywności energetycznej oraz dostarczenie informacji o potencjalnych oszczędnościach energii. Audyt energetyczny przedsiębiorstwa powinien stanowić szczegółowy przegląd i ocenę całej gospodarki energetycznej przedsiębiorstwa, obejmować wszystkie budynki, obiekty, instalacje, odbiorniki energii i środki transportu, w zakresie wszystkich wykorzystywanych nośników energii.
Ustawa nie określa szczegółowej metody przeprowadzenia audytu energetycznego przedsiębiorstwa. Pomoc metodyczną w przeprowadzeniu audytu mogą stanowić normy, a w szczególności Polska Norma PN-EN 16247 – Audity energetyczne.

## Raport z audytu
Wnioski z przeprowadzonego audytu powinny być zebrane w raporcie z audytu. Raport ten powinien zawierać:
- ocenę stanu użytkowania energii w przedsiębiorstwie,
- wskazanie możliwych do wdrożenia środków poprawy efektywności wykorzystania energii do realizacji obecnie i w dalszym czasie,
- określenie możliwych do uzyskania oszczędności energii.

Przedsiębiorca zawiadamia Urząd Regulacji Energetyki o przeprowadzonym audycie i przekazuje informację o możliwych do uzyskania oszczędnościach energii wynikających z audytu. Dla tych zawiadomień URE ustalił ujednolicony wzór. Wykorzystywane w audycie dane są obowiązkowo przechowywane do celów kontrolnych przez 5 lat. Za niewykonanie obowiązku przeprowadzenia audytu energetycznego przedsiębiorstwa grozi wysoka kara określona w ustawie.